# ۲۹۴ (پیش از میلاد)
۲۹۴ (پیش از میلاد) ۲۹۴مین سال قبل از تقویم میلادی است.

## درگذشتگان
- اسکندر پنجم مقدونی، شاه مقدونیه (به‌قتل رسید).